# Прапор Ємільчиного
Пра́пор Ємі́льчиного затверджений 18 грудня 2003 р. рішенням XI сесії селищної ради XXIV скликання, відкоригований 16 червня 2004 р. рішенням XIV сесії селищної ради.
Перші відомості про місто належать до 1585 р., коли поселення було маєтком князя Василя Костянтина Острозького. У XVII ст. — власність польських магнатів Любомирських, з 1812 р. — Уварова. До кінця XIX ст. мало назву Межиріччя.

## Опис прапора
Квадратне полотнище, яке складається з трьох горизонтальних смуг — синьої, блакитної та зеленої (співвідношення їхніх ширин рівне 2:1:2), посередині від древка відходить жовтий сонячний півкруг (діаметром в 1/2 сторони прапора) із сімома тонкими променями, у центрі прапора на блакитному фоні летить чорно-золотиста бджола з білими крильцями.
Автори — В. Дворецький, Андрій Гречило.

## Символіка
Сонце уособлює безхмарне небо, надію на краще життя.